# Kemal Koyuncu
Kemal Koyuncu (Turquía, 25 de enero de 1985) es un atleta turco especializado en la prueba de 1500 m, en la que consiguió ser subcampeón europeo en pista cubierta en 2011.

## Carrera deportiva
En el Campeonato Europeo de Atletismo en Pista Cubierta de 2011 ganó la medalla de plata en los 1500 metros, con un tiempo de 3:41.18 segundos, tras el español Manuel Olmedo y por delante del polaco Bartosz Nowicki (bronce).